# Lesemodus
Lesemodus und Leseansicht sind Begriffe, die sich auf verschiedene Softwarefunktionen bei der Darstellung von Internetseiten durch Endgeräten beziehen.

## Der „Lesemodus“ als Browserfunktion
Als Lesemodus bezeichnet man bei Browsern und Textverarbeitungsprogrammen eine spezielle Art der Darstellung, die dazu dient, die dargestellten Inhalte besonders lesefreundlich zu gestalten. Diese Option richtet sich insbesondere an mobile Geräte wie Tablets oder Smartphones. Der Lesemodus zeichnet sich aus durch
- den Lesefluss erleichternde Schriftart
- nur eine Spalte
- Ausblendung von Werbung
- Ausblendung von Steuerelementen

Browser, die einen speziellen Lesemodus bieten:
- Firefox
- Chrome für Android[2]
- Internet Explorer 11 für Windows Phone 8.1[3]
- Microsoft Edge
- Safari
- Browser für Blackberry OS 10

## Die „Leseansicht“ bei Wiki-Softwares
Mit Leseansicht wird bei Wiki-Softwares – wie z. B. der von der Wikipedia verwendeten MediaWiki – die Darstellung einer Internetseite beim normalen Nachschlagen in einem Web 2.0-Projekt bezeichnet. Möchte man dagegen die Seite verändern, muss man in die Editieransicht wechseln.
Bei der hier in der deutschsprachigen Wikipedia verwendeten Darstellung kann man zwischen diesen beiden Ansichtsmodi wechseln, indem man den Reiter „Lesen“ bzw. „Bearbeiten“ ganz oben im Artikelkopf anklickt.